# Can Ribes (Gavà)
Can Ribes és un edifici del municipi de Gavà (Baix Llobregat) que forma part de l'Inventari del Patrimoni Arquitectònic de Catalunya.

## Descripció
És una construcció de planta rectangular, de tres altures, planta baixa, pis i golfes, amb coberta a quatre vessants. Destaca la loggia o galeria d'arcs rebaixats que s'obre als laterals del primer pis.Destaquen els esgrafiats que se situen a la façana principal, ocupant el primer pis i les golfes.
El segle xviii, Francesc Ribes, comerciant i fabricant d'indianes de Barcelona, comprà una gran extensió de terra al terme de Gavà, on hi construí la Masia Ribes.